# Ruben Kidde
Ruben Kidde (født 28. august 1986 i København) er en dansk kommunal- og midlertidig folketingspolitiker for Radikale Venstre.
Kidde har været medlem af kommunalbestyrelsen i Frederiksberg Kommune fra 2017.
Ved Folketingsvalget 2019 var han opstillet i Københavns Storkreds og fik 2.510 personlige stemmer, hvorved han blev 1. suppleant for Ida Auken, Samira Nawa og Jens Rohde. Fra 16. april 2020 til 2. februar 2021 var han stedfortræder i Folketinget for Ida Auken.